# Acabaria laevis
Acabaria laevis är en korallart som beskrevs av Wright och Studer 1889. Acabaria laevis ingår i släktet Acabaria och familjen Melithaeidae. Inga underarter finns listade i Catalogue of Life.